# Jean Granier
Pour les articles homonymes, voir Granier.
Jean Granier, né le 5 novembre 1933 à Paris 12e et mort le 8 janvier 2019 à Saint-Avertin, est un philosophe français spécialiste de Friedrich Nietzsche. 

## Biographie

### Jeunesse et études
Jean Granier naît à Paris le 5 novembre 1933. Après une scolarité au Collège-lycée Jacques-Decour, il suit des études classiques[évasif] à la Sorbonne, où il fréquente Alexis Philonenko. Il est agrégé de philosophie (1957), puis docteur ès lettres grâce à sa thèse, Le Problème de la vérité dans la philosophie de Nietzsche, sous la direction de Paul Ricœur, soutenue en 1966.

### Parcours universitaire
Il enseigne la philosophie au lycée Blaise Pascal de Clermont-Ferrand d’octobre 1957 à juin 1961. Il est ensuite chargé de cours à la faculté des lettres de Clermont et attaché de recherches au CNRS d’octobre 1961 à octobre 1965.  
Il est nommé maître-assistant à la faculté des Lettres et Sciences humaines de l'Université Paris-Nanterre, collaborant avec Clémence Ramnoux et Paul Ricœur.
Après avoir soutenu sa thèse en 1966, il est alors nommé maître de conférences à Rouen, professeur sans chaire en 1968 et professeur titulaire en 1970 ; il y enseigne jusqu’à sa retraite en novembre 1996. Il décède à Tours, où il s'était retiré, en janvier 2019.

### Travaux de philosophie
Spécialiste de Friedrich Nietzsche, il contribue à le faire connaître notamment par son Que sais-je ? et son anthologie Nietzsche. Vie et vérité (PUF, 1971 et nombreuses rééd.).
Son Problème de la vérité dans la philosophie de Nietzsche (1966) demeure un ouvrage fondamental des études nietzschéennes,,.
Il est le fondateur d'une œuvre philosophique appelée « Intégralisme », qui se décline en 7 ouvrages majeurs : Le Discours du monde, Penser la praxis, Le Désir du moi, L'Intelligence métaphysique, La Sagesse artiste, Art et vérité, Le Combat du sens. 
Il est le créateur d'une terminologie philosophique avec les concepts de « je singulier » et « moi individuel », « transréel » ou encore « destination de l'Homme », entre autres[réf. souhaitée].

## Publications
- Le Problème de la vérité dans la philosophie de Nietzsche, Paris, Éditions du Seuil, 1966
- Nietzsche. Vie et vérité, Paris, PUF, « Les grands textes », 1971 ; 3e éd. revue, 1983.
- Le Discours du monde, Éditions du Seuil, 1977
- Penser la praxis, Paris, PUF, « Philosophie d'aujourd'hui », 1980
- Nietzsche, Paris, PUF, Que sais-je ? (no 2042), 1982
- « Friedrich Nietzsche », article dans Encyclopædia Universalis.
- Le Désir du moi, Paris, PUF, « Philosophie d'aujourd'hui », 1983
- L'Intelligence métaphysique, Éditions du Cerf, 1987
- La Sagesse artiste, Éditions du Cerf, 1991
- Art et vérité, Éditions du Cerf, 1997
- Le Combat du sens, Éditions du Cerf, 2002
- La Question de Dieu, 2014.